# Iryna Vereščuková

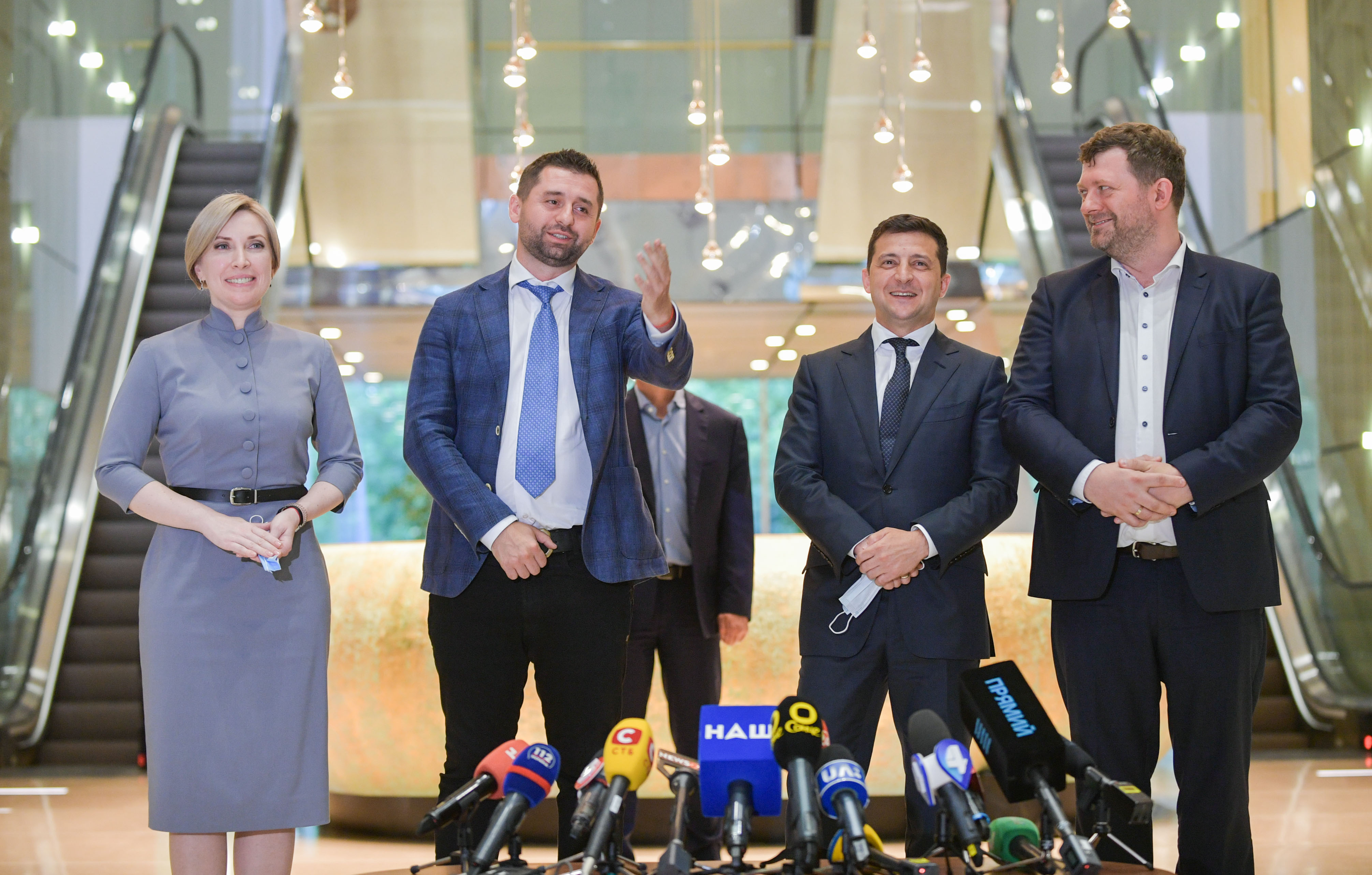
Iryna Vereščuková s Volodymyrem Zelenským -a dalšími stranickými kolegy v Kyjevě v létě 2020 při kandidatuře do vlády

Iryna Andrijivna Vereščuková (ukrajinsky: Ірина Андріївна Верещук, * 30. listopadu 1979 Rava-Ruska, Nestěrovský (nyní Žovkevskij) rajón, Lvovská oblast, Ukrajinská SSR) je ukrajinská politická aktivistka, politička, v letech 2019-2021 poslankyně a od prosince 2021 vicepremiérka Ukrajiny.

## Studia
V letech 1997–2002 vystudovala obory mezinárodní informační specialista, důstojník-překladatel a taktický vojenský velitel ve Vojenském institutu Lvovské polytechniky. V letech 2002-2006 vystudovala práva na Právnické fakultě Univerzity ve Lvově. V letech 2008 až 2010 studovala ve Lvovském regionálním institutu veřejné správy Národní akademie veřejné správy. Zároveň absolvovala školení v sekretariátu Kabinetu ministrů Ukrajiny, po kterém byla zařazena do personální rezervy kabinetu ministrů. V letech 2011-2013 absolvovala s vyznamenáním postgraduální studium ve Lvovském regionálním institutu veřejné správy Národní akademie veřejné správy pod vedením prezidenta Ukrajiny.
Dne 11. listopadu 2015 obhájila disertační práci na téma „Organizační a právní mechanismus pro zlepšení administrativně územní struktury Ukrajiny“ (po vzoru reforem v Polsku) a získala titul kandidáta věd ve veřejné správě.
V letech 2015-2016 byla stipendistkou Polsko-Americké mírové fundace v programu Lane Kirklanda. Během stáže pokračovala ve studiu decentralizačních reforem v Polsku. V červenci 2016 v Centru východoevropských studií na Varšavské univerzitě obhájila s vyznamenáním disertační práci na téma: „Účast občanů při výkonu zastupitelské moci v Polsku. Doporučení pro Ukrajinu" a získala diplom (polsky: Krajowa Szkoła Administracji Publicznej, KSAP). V září roku 2017 prošla habilitačním řízením na pedagogické fakultě a byla prohlášena docentkou politologie.

## Život a kariéra
Po absolvování Vojenského institutu sloužila 5 let jako důstojnice v ozbrojených silách Ukrajiny. Od května 2007 do června 2008 pracovala jako právnička městské rady Rava-Ruska. Od června do října 2010 byla zástupkyní vedoucího regionální státní správy Žovkevského rajónu pro humanitární záležitosti a zahraniční politiku.
31. října 2010 byla zvolena starostkou rodného města Rava-Ruska za stranu Silná Ukrajina (oligarchy Serhije Tigipky). Byla tehdy druhou nejmladší starostku na Ukrajině. V programu měla decentralizaci moci, administrativní a územní reformu země.
Prosazovala udělení zvláštního statutu pohraničním obcím, které by mýtným za přejezd aut přispívaly do místních rozpočtů. Navázala mezinárodní přeshraniční spolupráci s polským městem Tomaszów Lubelski, obcí Lubyczy Koroliwska a obcí Teljatyn a iniciovala vytvoření hraničního přechodu pro chodce a cyklisty "Rava-Ruska - Grebenne".
Opakovaně se projevovala jako politická aktivistka: Poté, co Janukovyčova vláda odmítla podepsat Asociační dohodu s EU, vyzvala jménem města Rava-Ruska Evropskou unii, aby podepsala Asociační dohodu samostatně s městem Rava-Ruska.
V květnu 2014 natočila video s výzvou k ruským matkám, aby zabránily válce. V předčasných volbách 26. října 2014 kandidovala ve volebním obvodu 122 do Nejvyšší rady Ukrajiny jako nezávislá, ale prohrála (obsadila 6. místo s 4,46 % hlasů). 17. února 2015 rezignovala na funkci starostky a vrátila se na studia.
Do praktické politiky se vrátila až v roce 2019 členstvím v Nejvyšší radě (tj. v parlamentu). Její kandidaturu podpořil Volodymyr Zelenskyj a strana „Služebník lidu“. Stala se členkou výboru Nejvyšší rady pro národní bezpečnost, obranu a zpravodajské služby a předsedkyní podvýboru pro státní bezpečnost a obranu. Od 4. září 2019 do 15. listopadu 2020 byla zástupkyní vlády v Nejvyšší radě. V listopadu 2019 rezignovala. Celkem za necelý rok (do 4. července) předložila 31 návrhů zákonů, z nichž 6 bylo přijato a vstoupilo v platnost. Dále předložila 30 pozměňovacích návrhů k zákonům, většinu z nich k zákonu o veřejných zakázkách v oblasti obrany. Na zasedáních měla 95̥ účast. 16. září 2020 podpořila návrh zákona, který má umožnit cizincům a osobám bez státní příslušnosti studium v cizích jazycích.
Dne 4. listopadu 2021 ji Nejvyšší rada Ukrajiny jmenovala místopředsedkyní vlády (vicepremiérkou), ministryní pro reintegraci dočasně okupovaných území Ukrajiny. Toto rozhodnutí podpořilo 260 poslanců.

## Rodina
Irina Vereščuková je podruhé vdaná, má vlastního syna Olega (* 2004) a jednoho nevlastního syna.